# San Fior
San Fior là một đô thị ở tỉnh Treviso trong vùng Veneto, có cự ly khoảng 50 km về phía bắc của Venice và khoảng 30 km về phía đông bắc của Treviso. Tại thời điểm ngày 31 tháng 12 năm 2004, đô thị này có dân số 6.357 người và diện tích là 17,8 km².
San Fior giáp các đô thị: Codognè, Colle Umberto, Conegliano, Godega di Sant'Urbano, San Vendemiano.